# Psicose (carboidrato)
D-Psicose (D-ribo-2-hexulose, C6H12O6) é um açúcar raro; não é abundante na natureza e difícil de ser preparado artificialmente. Pode ser produzido a partir da epimerização do carbono 3 da frutose. Possui sabor doce, apesar de não poder ser digerido por humanos e, por isso, a ingestão calórica é quase inexistente. O nome "psicose" é derivado da psicofuranina um antibiótico de onde o açúcar pode ser obtido.